# جون باركر (سياسي أسترالي)
جون باركر (بالإنجليزية: John Barker)‏ هو سياسي أسترالي، ولد في 3 يوليو 1947 في هوبارت في أستراليا. انتخب عضو مجلس نواب تسمانيا عن دائرة دنيسون ‏ (29 سبتمبر 1987 – 24 فبراير 1996).